# Arne Carlson
Arne Helge Carlson, född 24 september 1934 i New York i New York, är en amerikansk republikansk politiker. Han var Minnesotas guvernör 1991–1999.

## Biografi
Carlsons föräldrar var svenska invandrare från Göteborg och Visby. Familjen hade det kärvt under 1930-talets stora depression.
Carlson studerade vid Williams College och University of Minnesota. År 1967 kandiderade han utan framgång i borgmästarvalet i Minneapolis. Han var mellan 1971 och 1979 ledamot av Minnesotas representanthus. Från 1979 och fram till 1991 var Carlson Minnesotas delstatsrevisor.
Carlson efterträdde 1991 Rudy Perpich som Minnesotas guvernör och efterträddes 1999 av Jesse Ventura.